# Natasha Petrova
Pour les articles homonymes, voir Petrova.
Natasha Yanakieva Petrova (en bulgare : Наташа Янакиева Петрова), née le 19 mars 1951, est une kayakiste bulgare.
Elle est sacrée championne du monde de kayak à quatre 500 mètres en 1977 à Sofia. Elle est aussi médaillée d'argent dans la même épreuve aux Mondiaux de 1978 à Belgrade.